# Lakeside (Florida)
Lakeside es un lugar designado por el censo ubicado en el condado de Clay en el estado estadounidense de Florida. En el Censo de 2010 tenía una población de 30.943 habitantes y una densidad poblacional de 760,29 personas por km².

## Geografía
Lakeside se encuentra ubicado en las coordenadas 30°8′12″N 81°46′9″O / 30.13667, -81.76917. Según la Oficina del Censo de los Estados Unidos, Lakeside tiene una superficie total de 40.7 km², de la cual 35.02 km² corresponden a tierra firme y (13.96%) 5.68 km² es agua.

## Demografía
Según el censo de 2010, había 30.943 personas residiendo en Lakeside. La densidad de población era de 760,29 hab./km². De los 30.943 habitantes, Lakeside estaba compuesto por el 80.86% blancos, el 10.02% eran afroamericanos, el 0.52% eran amerindios, el 2.97% eran asiáticos, el 0.13% eran isleños del Pacífico, el 1.83% eran de otras razas y el 3.66% pertenecían a dos o más razas. Del total de la población el 8.12% eran hispanos o latinos de cualquier raza.